# Phorinia aduncata
Phorinia aduncata là một loài ruồi trong họ Tachinidae.